# Chimarrhodella nigra
Chimarrhodella nigra är en nattsländeart som beskrevs av Oliver S. Flint Jr. 1981. Chimarrhodella nigra ingår i släktet Chimarrhodella och familjen stengömmenattsländor. Inga underarter finns listade i Catalogue of Life.